# Sapphire (cràter)
Sapphire és un cràter sobre la superfície de (2867) Šteins, situat amb el sistema de coordenades planetocèntriques -31.3 ° de latitud nord i 31.3 ° de longitud est. Fa un diàmetre de 0.6 km. El nom va ser fet oficial per la UAI el nou de maig de 2012 i fa referència al safir, una de les quatre pedres precioses més importants del món.